# Vân Mai

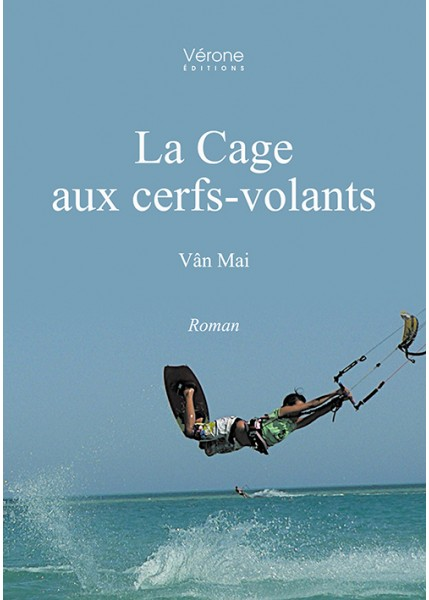

Vân Mai (« Nuage du matin ») est un romancier francophone né à Saïgon en 1954.

## Biographie
Né à Saïgon l’année où a eu lieu la bataille de Diên Biên Phu, Vân Mai y passa son baccalauréat en pleine guerre du Vietnam. Bac français en poche, il s’embarqua pour l’Occident. Physicien formé aux universités Columbia et de Princeton, il a été enseignant-chercheur aux universités de Rennes et de Californie. Adulte il a vécu en terre chrétienne, dans ses temples du savoir. Expérience transformatrice, qui lui valut de troquer son premier amour la science contre une plume. La trilogie romanesque sise en guerre du Vietnam, Gens du saule, Lucioles et La Cage aux cerfs-volants en est le fruit.

## Œuvres littéraires
- Gens du saule, éditions de l'Aube, 2000.
- La Cage aux cerfs-volants, éditions Vérone, 2018.
- Lucioles : je récuse et j'accuse, éditions Saint-Honoré, 2019.